# Suvasvesi
Suvasvesi ist ein See im Osten Finnlands nahe der Stadt Kuopio.
Der See besteht aus zwei kreisförmigen offenen Wasserflächen, Kuukkarinselkä im Norden und Haapaselkä im Süden.
Die beiden Teilseen sind durch eine Inselgruppe voneinander getrennt.
Der Suvasvesi besitzt 688 Inseln.
Die Seefläche beträgt 234 km².
Er ist damit der achtzehntgrößte See Finnlands.
Kuukkarinselkä ist mit einer maximalen Wassertiefe von 89 m der dritttiefste See Finnlands.
Im Nordwesten ist der Suvasvesi über einen Sund mit dem Kallavesi verbunden. An diesem Sund liegt der Ort Vehmersalmi.
Zusammen mit dem Kallavesi und weiteren Seen bildet der Suvasvesi das Iso-Kalla-Seensystem.
Im Osten fließt der Suvasvesi zum Kermajärvi und über den Heinäveden reitti zum Haukivesi ab.

## Einschlagkrater

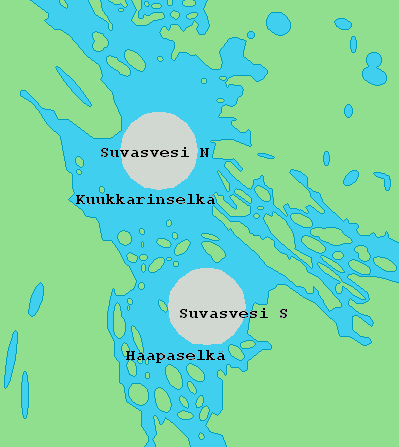
Impaktstrukturen in grau

Im Jahr 2001 wurde am Kuukkarinselkä Trümmergestein gefunden. Somit ist der als Suvasvesi North bezeichnete Einschlagkrater der sechste nachgewiesene in Finnland. Sein Kraterdurchmesser beträgt etwa 3,5 km.
Der Zeitpunkt des Einschlags liegt bei rund 85 Millionen Jahren.
Der Krater liegt bei (62° 39′ 0″ N, 28° 10′ 0″ O).
Haapaselkä ähnelt seinem nördlichen Pendant. Es handelt sich ebenfalls um einen Impaktkrater. Der Einschlagkrater wird als Suvasvesi South bezeichnet.
Der Kraterdurchmesser wird auf 3,8 km geschätzt.
Sein Alter wurde aufgrund von Argon-Untersuchungen von Impaktiten am Südufer des Sees auf mindestens 710 Millionen Jahre datiert.
Der Krater liegt bei (62° 35′ 54″ N, 28° 12′ 59″ O).